# Élie Bayol
Élie Marcel Bayol, francoski dirkač Formule 1, * 28. februar 1914, Marseille, Francija, † 25. maj 1995, La Ciotat, Francija.

## Življenjepis
Debitiral je na zadnji dirki sezone 1952 za Veliko nagradi Italije, kjer je z dirkalnikom O.S.C.A. 20 lastnega privatnega moštva odstopil. V naslednji sezoni 1953 je z enakim dirkalnikom nastopil na treh dirkah za Veliko nagrado Francije, Švice in Italije, toda na vseh treh dirkah je odstopil. V sezoni 1954 je nastopil le na prvi dirki sezone za Veliko nagrado Argentine, kjer pa je z dirkalnikom Gordini Type 16 moštva Equipe Gordini dosegel peto mesto, kar je njegov najboljši rezultat kariere. Z enakim dirkalnikom je nastopil tudi na prvih dveh dirkah v naslednji sezoni 1955, toda obakrat odstopil, zadnjič pa je v Formuli 1 nastopil na drugi dirki sezone 1956 za Veliko nagrado Monaka, kjer je z Andréjem Pilettejem zasedel šesto mesto z dirkalnikom Gordini Type 32. Umrl je leta 1995.

## Popolni rezultati Formule 1
(legenda) (odebeljene dirke pomenijo najboljši štartni položaj, poševne pa najhitrejši krog, †-uvrščen kljub odstopu)
| Leto | Moštvo         | Šasija          | Motor               | 1       | 2       | 3   | 4   | 5       | 6   | 7   | 8       | 9       | Prv | Toč |
| ---- | -------------- | --------------- | ------------------- | ------- | ------- | --- | --- | ------- | --- | --- | ------- | ------- | --- | --- |
| 1952 | Élie Bayol     | O.S.C.A. 20     | O.S.C.A. Straight-6 | ŠVI     | 500     | BEL | FRA | VB      | NEM | NIZ | ITA Ret |         | -   | 0   |
| 1953 | Élie Bayol     | O.S.C.A. 20     | O.S.C.A. Straight-6 | ARG     | 500     | NIZ | BEL | FRA Ret | VB  | NEM | ŠVI DNS |         | -   | 0   |
| 1953 | O.S.C.A.       | O.S.C.A. 20     | O.S.C.A. Straight-6 |         |         |     |     |         |     |     |         | ITA Ret | -   | 0   |
| 1954 | Equipe Gordini | Gordini Type 16 | Gordini Straight-6  | ARG 5   | 500     | BEL | FRA | VB      | NEM | ŠVI | ITA     | ŠPA     | 19. | 2   |
| 1955 | Equipe Gordini | Gordini Type 16 | Gordini Straight-6  | ARG Ret | MON Ret | 500 | BEL | NIZ     | VB  | ITA |         |         | -   | 0   |
| 1956 | Gordini        | Gordini Type 32 | Gordini Straight-8  | ARG     | MON 6   | 500 | BEL | FRA     | VB  | NEM | ITA     |         | -   | 0   |